# Persone (album)
Persone è un album di Bruno Lauzi, pubblicato dalla Numero Uno nel 1977.

## Tracce
Brani composti da Bruno Lauzi, eccetto dove indicato.
Lato A
1. Un uomo che va – 3:20
2. Navigatore solitario – 4:00
3. Briccofiore – 3:16
4. Acontentase – 2:22 (Bruno Lauzi, Ennio Ceseri)
5. Wanda, stai seria con la faccia ma però – 2:54 (Paolo Conte)

Durata totale: 15:52
Lato B
1. Adriano – 4:01
2. Il dubbio e la certezza – 2:23
3. Nani – 2:41 (Bruno Lauzi, Dario Farina)
4. Io canterò politico – 2:32
5. Amico brasiliano (O mestre-sala dos mares) – 2:58 (Aldir Blanc, Bruno Lauzi, Joäo Bosco)
6. Un uomo che va (seconda parte) – 1:09

Durata totale: 15:44

## Musicisti
- Bruno Lauzi - voce
- Pippo Caruso - conduttore orchestra, arrangiamenti